# Val-et-Châtillon
Val-et-Châtillon é uma comuna francesa na região administrativa de Grande Leste, no departamento de Meurthe-et-Moselle. Estende-se por uma área de 18,57 km². Em 2010 a comuna tinha 594 habitantes (densidade: 32 hab./km²).